# ツラいチャプター/メイプルと君と
『ツラいチャプター/メイプルと君と』（ツラいチャプター/メイプルときみと）は、20th Centuryの配信限定シングル。

## 解説
2022年12月19日に配信リリースされた。
「ツラいチャプター」は東京スカパラダイスオーケストラの川上つよしが作曲、谷中敦が作詞した。「メイプルと君と」は冨田恵一が作曲、井ノ原快彦が作詞した。
ファンクラブ会員限定で、オリジナル文房具セットとセットで、楽曲をダウンロードできる「ミュージックカード」を販売。尚、本曲ではiTunes Store、レコチョク、mora等でのダウンロード購入の特典は無かった。

## 収録曲
1. ツラいチャプター
作詞：谷中敦、作曲：川上つよし、編曲：sugarbeans
2. メイプルと君と
作詞：井ノ原快彦、作曲・編曲：冨田恵一